# Château de Robersart
Le château de Robersart est situé à Wambrechies, dans le département du Nord.

## Historique
Le site du château, dans le centre-ville de Wambrechies, a été le lieu de résidence des seigneurs de la ville dès le Xe siècle.
À l'origine, il s'agit du château de Leuringhien bâti au XIIIe siècle.
Le château est un bâtiment en forme de “U” de style Renaissance.
Le terrain mouvant en proximité de la Deûle provoqua le pourrissement des pilotis et l’effondrement total de ce dernier au XVIIe siècle.
En 1760, Louis Joseph de Broide, seigneur de Wambrechies, a commandé sa reconstruction.
Deux générations plus tard, en 1810, le vicomte de Quévy, figure historique de Wambrechies, rachète le château afin de clore une succession compliquée. Maire de la commune pendant presque quarante ans, il procède à de nombreux aménagements.

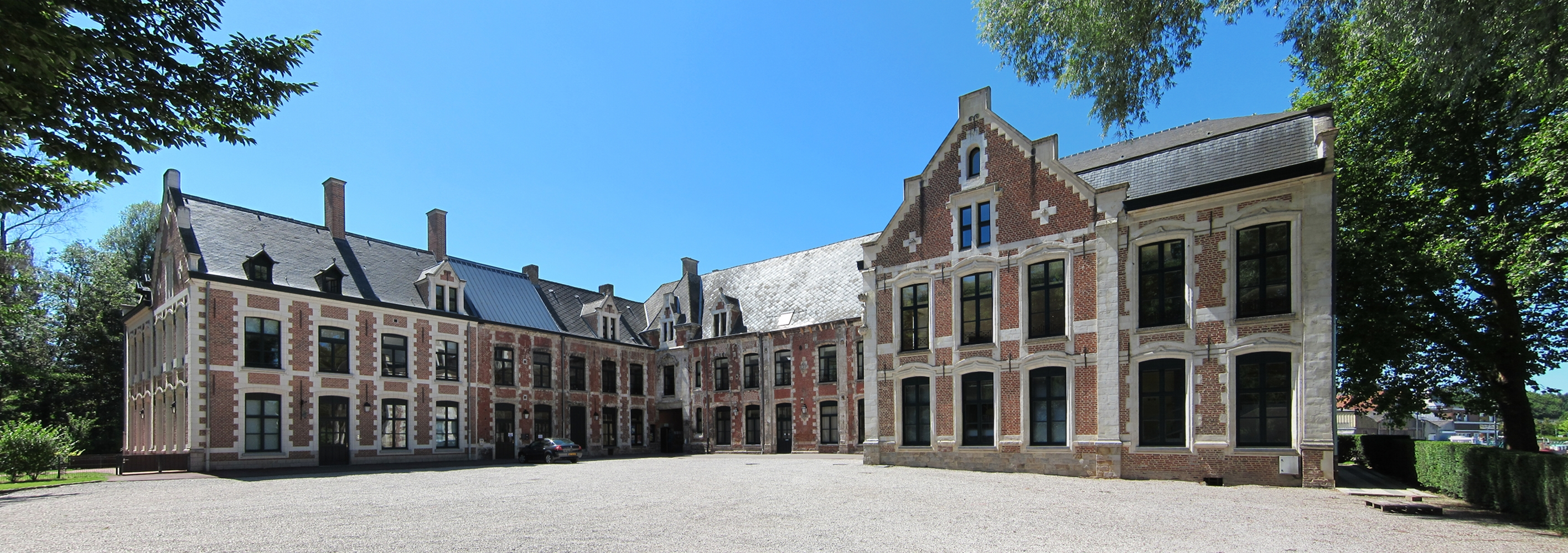
Le château de Robersart en 2010 (rénovation non achevée)

À partir de 1866, la comtesse Juliette de Robersart, nièce du Vicomte Obert de Quévy, hérite du domaine et devient la dernière châtelaine de Wambrechies. Délaissé, le château se dégrade : l’avancée de style Renaissance finit même par s’effondrer en 1900, année de la mort de Juliette.
En 1912, le château est mis à la disposition de la paroisse. Du fait de la loi sur la laïcité de Jules Ferry, la commune n'a plus d'école privée. Le curé de l'époque, Louis Destombes va installer dans le château un patronage pour la jeunesse et deux classes pour une nouvelle école de garçons. Elle va durer jusqu'en 1959. Les douves sont comblées pour garantir la sécurité des enfants.
Le notaire Valois, ami et exécuteur testamentaire de la comtesse Juliette de Robersart, finit par léguer officiellement la demeure à la paroisse de Wambrechies en 1926.
L'état du château, mal entretenu, laisse de plus en plus à désirer au fil des ans, ni la paroisse ni le diocèse n'ont les moyens d'assurer tous les travaux nécessaires même si la toiture est refaite en 1950, ce qui était indispensable
En 1971, une équipe de jeunes Wambrecitains, soutenue par l’association Sauvegarde du château de Robersart, recreuse les douves. L'association organise de nombreuses manifestations culturelles pour réunir des fonds et mobiliser la population.
La paroisse cède le château à la municipalité en 1982 pour un franc symbolique. La mairie va se lancer dès 1983, dans de lourds  travaux de restauration, par tranches successives de plusieurs années, ainsi des pieux en béton enfoncés à quinze mètres de profondeur stabilisent le bâtiment. Puis le château est rénové un peu à la fois, La partie centrale entre 1983 et 1986, puis les ailes. L’aile gauche est refaite en 1992. En 1997, une explosion au gaz endommage à nouveau fortement l’aile droite, obligeant à la reconstruire entièrement avec un léger agrandissement en 1988 et 1999.
Les travaux concernent l'ensemble du bâtiment et tous les aspects de la construction : gros œuvre, mise en place de planchers en béton, réfection des plafonds, de la charpente, désamiantage, réfection des façades, de la toiture, sans oublier les aménagements intérieurs : sanitaires, chauffage, électricité, réfection de salles, ...
La dernière tranche des travaux a lieu entre 2017 et 2019, ils auront duré près de trente ans.

## Parc
Le parc du château de Robersart et son étang sont inscrits au pré-inventaire des jardins remarquables. Depuis 2016, quatre jardiniers assurent l'entretien du parc et du « jardin de la comtesse », ancien potager seigneurial. Le jardin se veut jardin pédagogique. Le parc et le jardin s'organisent autour de l'idée des quatre saisons.

Le jardin recouvre une surface de 5 500 m2, tandis que le parc s'étend sur 9 hectares. Parc et jardin regroupent plus de six cents essences différentes (arbres, arbustes, herbes d'ornement, ..) et intègrent une roseraie de plus de 75 variétés.

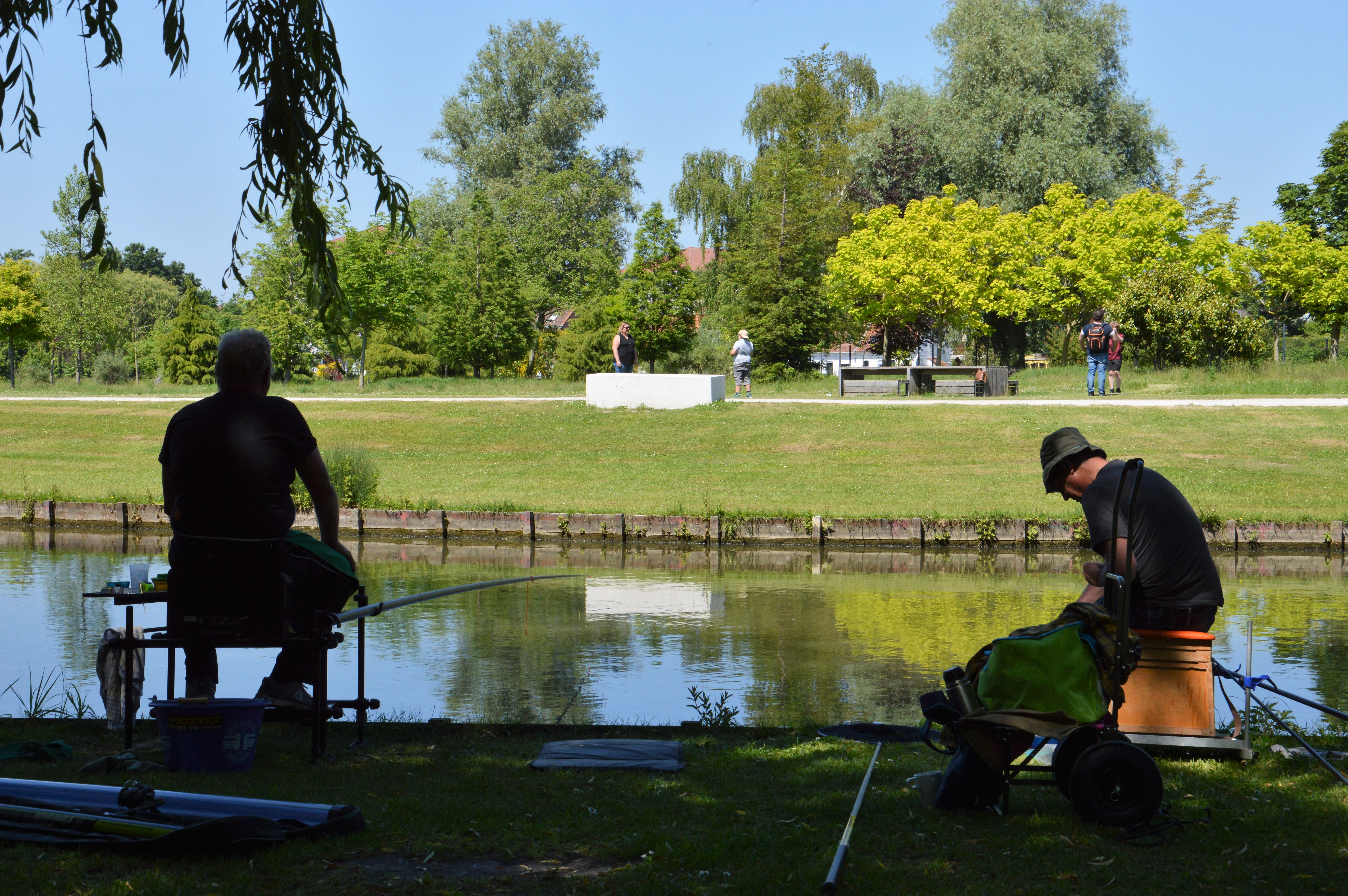
Pêcheurs devant l'étang du Parc de Robersart
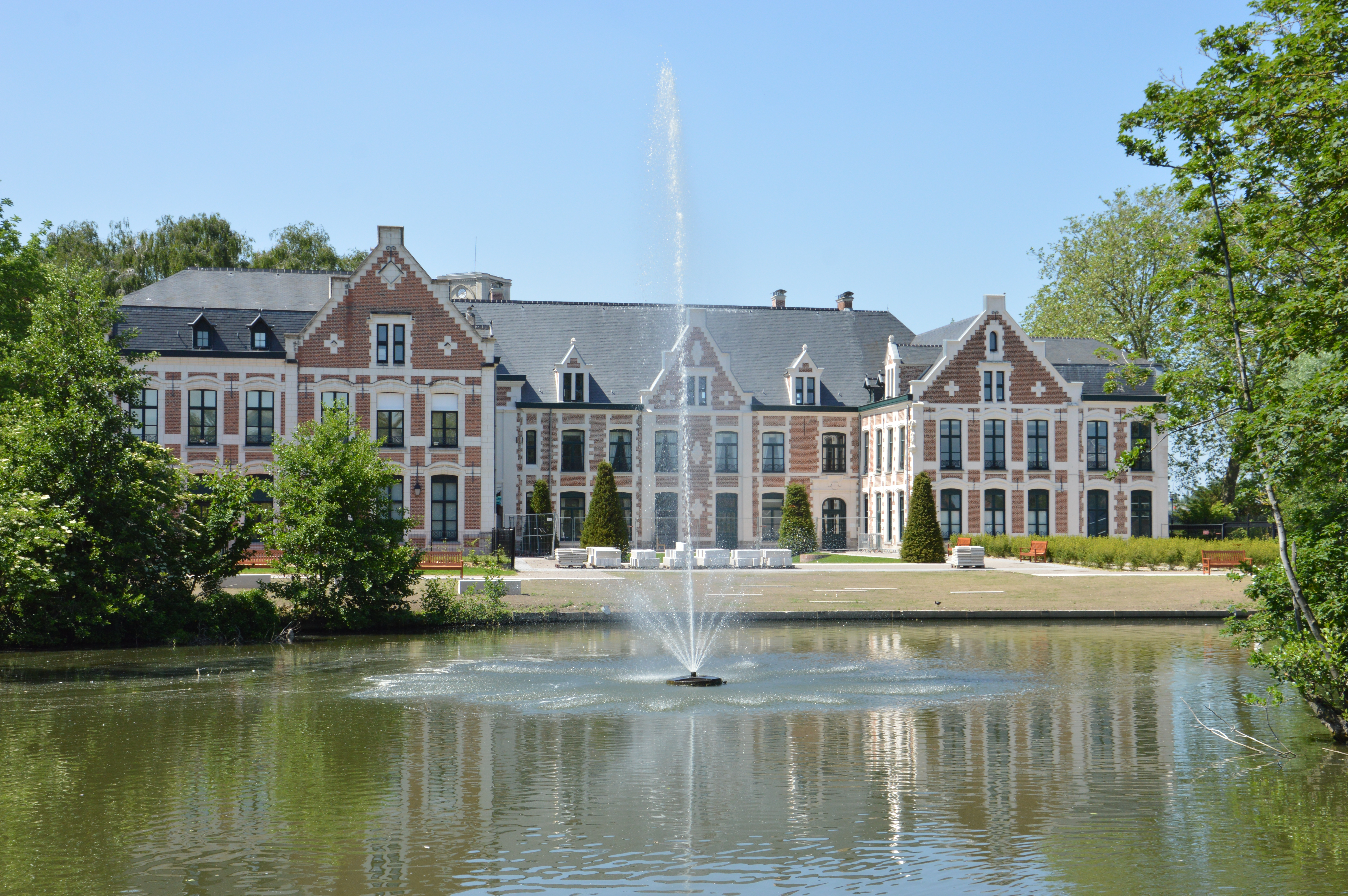
Château de Robersart - vue depuis le Parc de Robersart
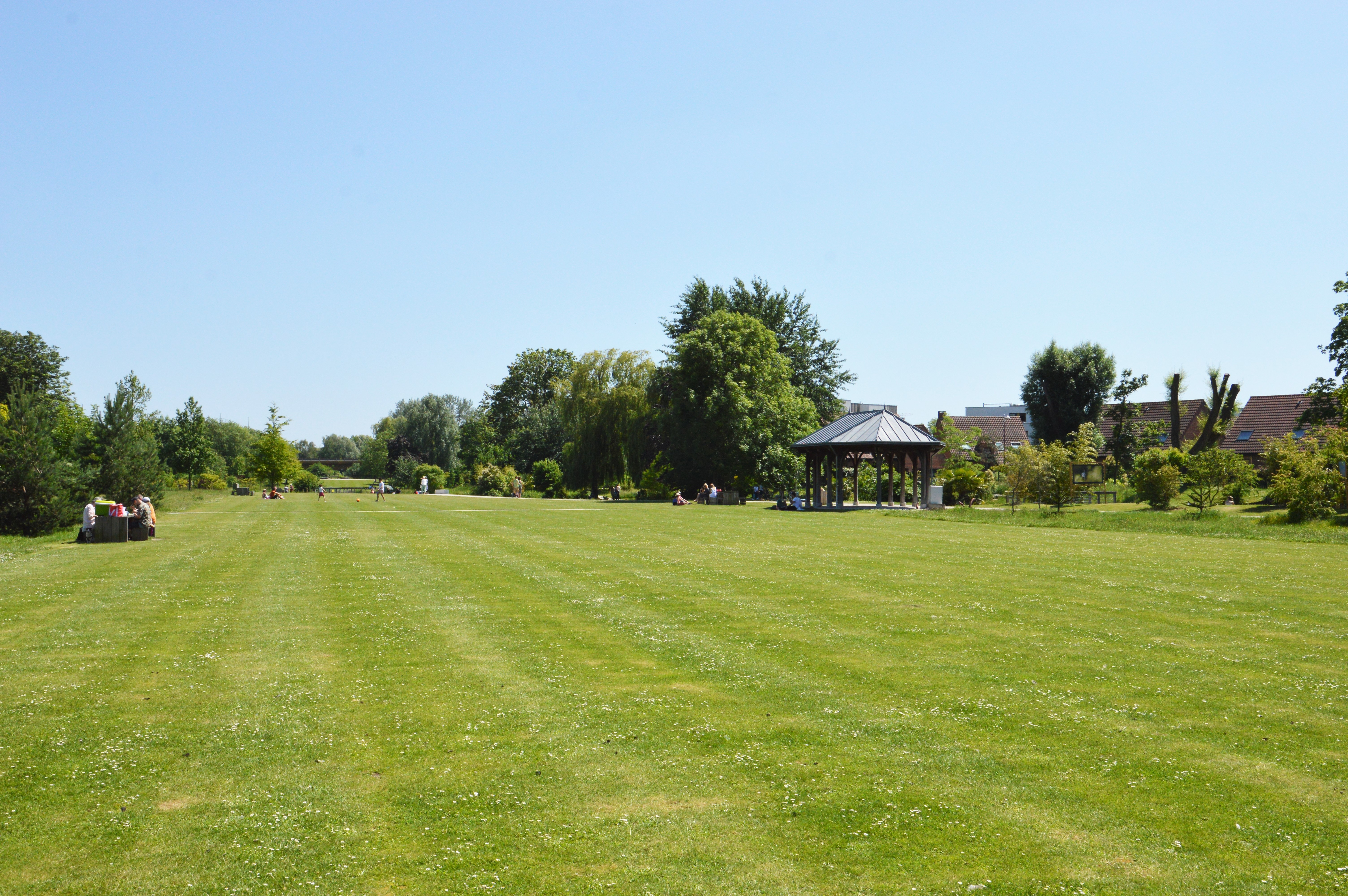
Grande pelouse du Parc de Robersart

L'ensemble se veut poumon vert de la ville, attraction touristique, lieu de promenades familiales avec aire de jeux et tables de pique-nique, de visites pédagogiques, de sensibilisation à l'environnement et au respect des ressources en eau (1 hectare de plans d'eau : mare, noues, fossés), ...

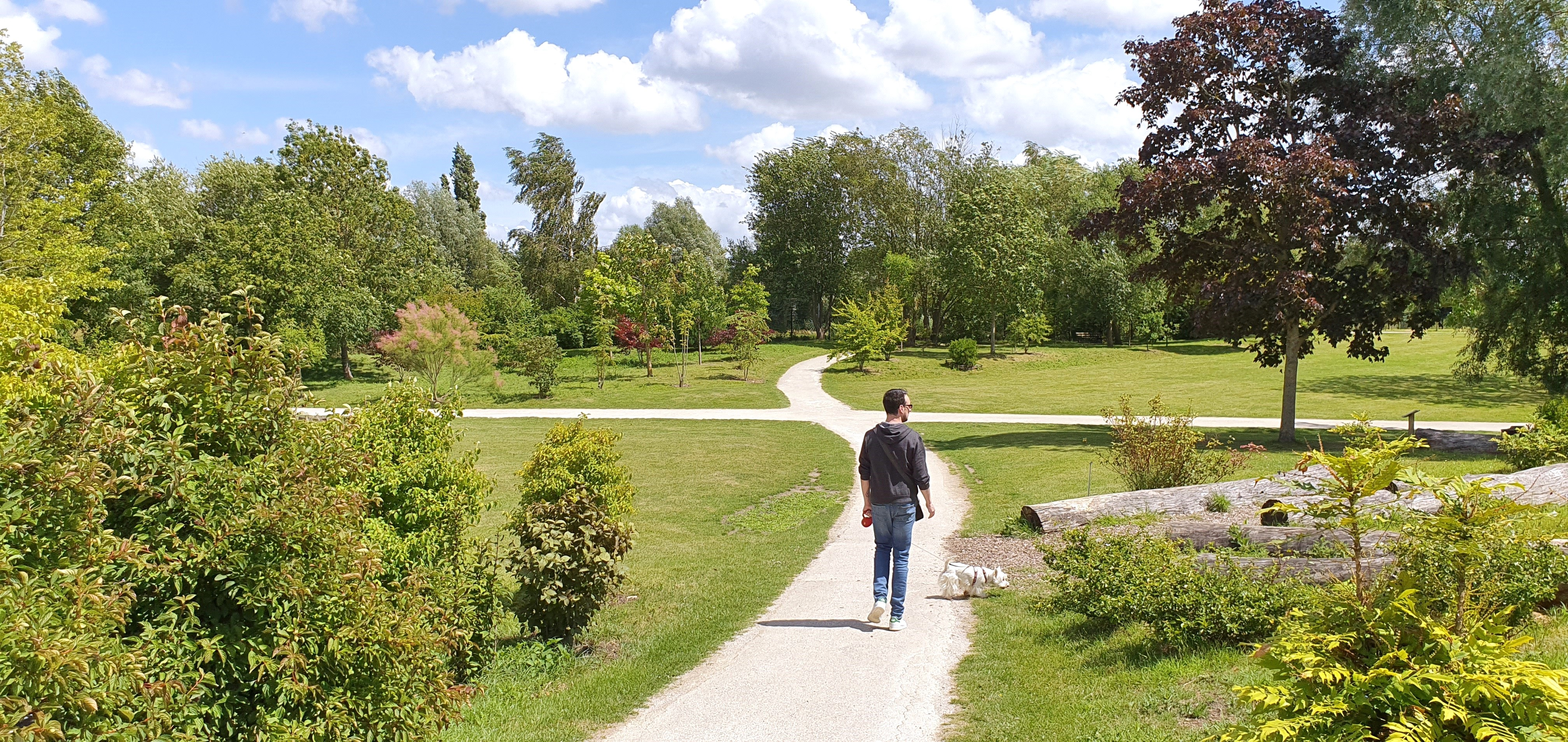
Un homme promène son chien au Parc du château de Robersart à Wambrechies
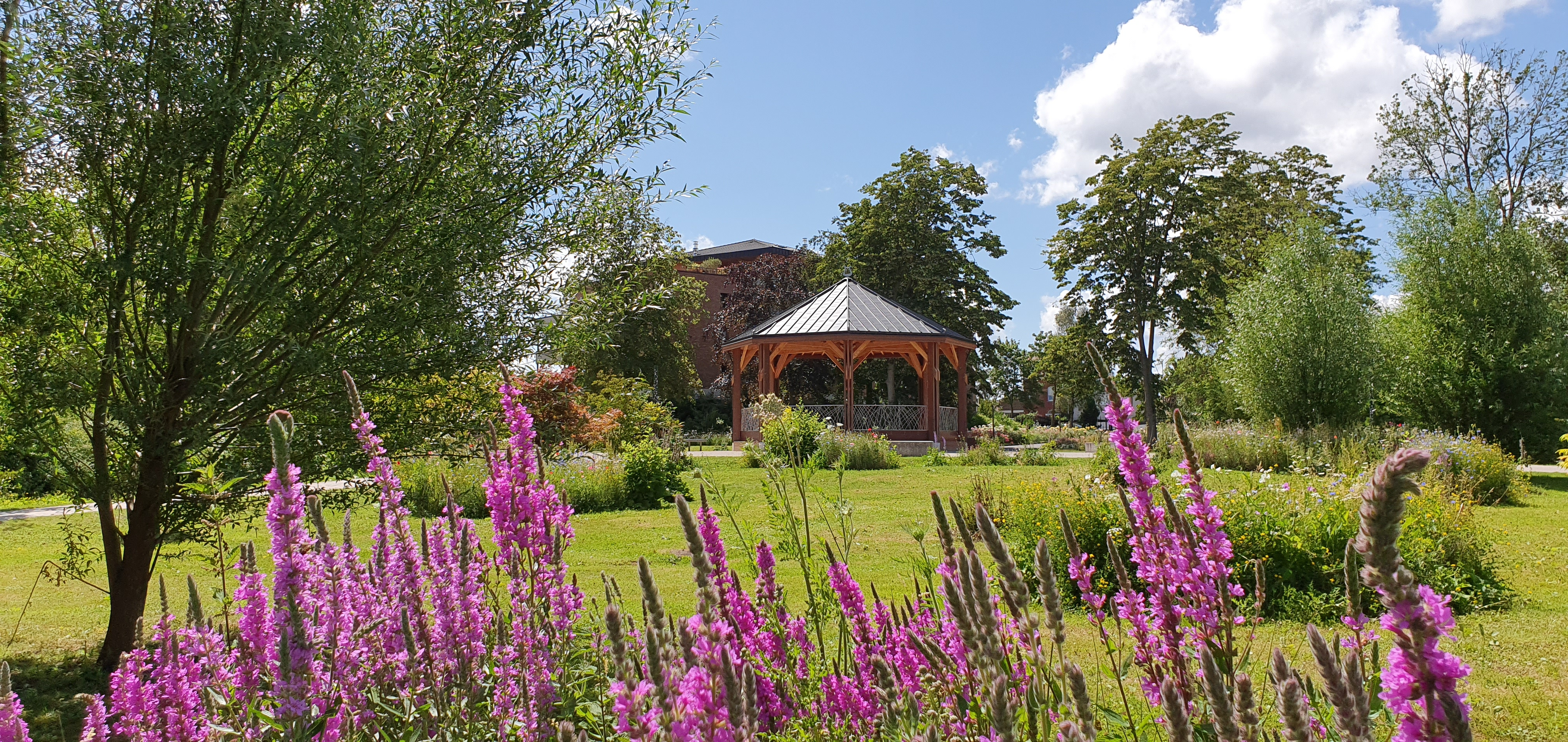
Le kiosque du parc

## Musée de la Poupée et du Jouet Ancien de Wambrechies

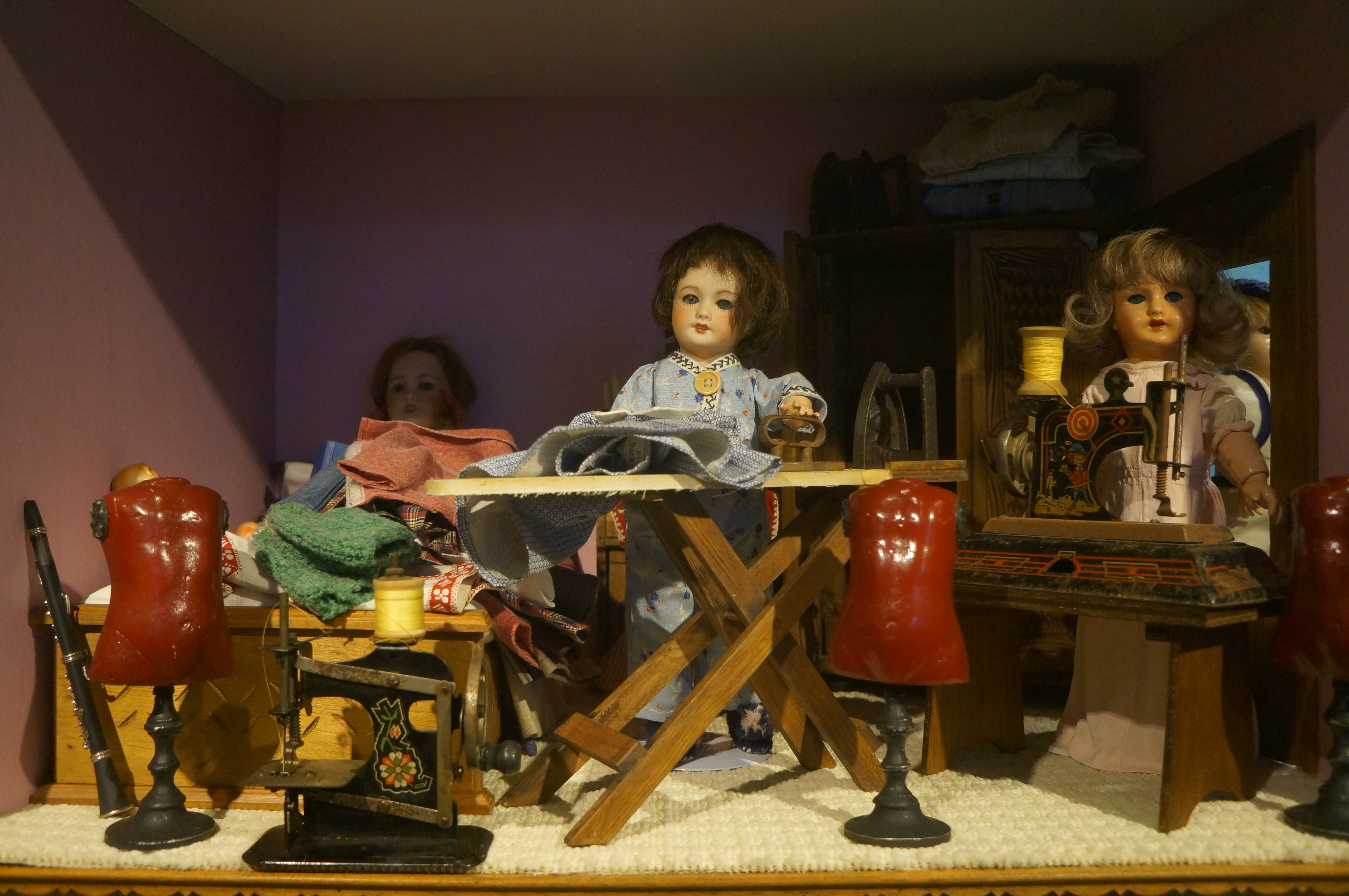
Wambrechies Musée de la Poupée et du Jouet Ancien

À partir de 1998, une partie des locaux a été attribuée au musée de la Poupée et du Jouet ancien. Aidé de plusieurs amis Pierre Henri Fustier participe à l’élaboration du musée.

## Activités
Au fur et à mesure de sa rénovation, le château a été pensé comme lieu pouvant accueillir nombre d 'activités. Outre le musée de la poupée, s'y trouvent une crèche, l'école municipale de musique, la bibliothèque municipale.
Par ailleurs, plusieurs associations y sont en résidence : deux clubs de danse, un club de yoga, une chorale, un club photo, un club peinture, l'harmonie municipale.
Ces activités, les différentes journées que ces groupes peuvent organiser en liaison avec la municipalité font du château de Robersart un lieu de rassemblement et d'animation au cœur de la ville.